# Serviço de Investigação Criminal
O Serviço de Investigação Criminal (SIC) é uma das organizações policiais responsáveis pela repressão criminal através do exercício da investigação destinada a elucidar os delitos, apontando a autoria e determinando a materialidade em Angola, sendo vocacionada para o combate à grande criminalidade nomeadamente ao crime organizado, terrorismo, tráfico de estupefacientes, corrupção e criminalidade económica e financeira. O SIC angolano está integrado no Ministério do Interior, actuando sob orientação da Procuradoria-Geral da República.

## Histórico
Antes de 1929 não existiam, em Angola, órgãos de investigação criminal. Os serviços policiais eram garantidos pelo "Corpo de Polícia da Província de Angola" (CPPA; actual Polícia Nacional), órgão organizado em 1 de março de 1923. Cabe destacar que, na metrópole portuguesa, a Polícia Civil/Cívica é quem garantia a investigação criminal.
Em 27 de julho de 1929 surge, pela primeira vez em Angola, o provimento dos cargos de agentes de investigação integrados "Corpo de Polícia de Segurança Pública da Colónia de Angola" (reorganização da CPPA), organizados na nova "Secção de Polícia de Investigação Criminal".
Em 19 de agosto de 1960, pelo Decreto-Lei n.º 43125, cria-se a "Polícia Judiciária de Angola" (PJA) — na prática uma recriação da Polícia Cívica Angola, já que esta manteve-se até 1877 no território angolano, sem, contudo, estruturar um departamento de investigações criminais. Porém, a PJA torna-se a primeira organização policial autônoma totalmente especializada no exercício da investigação destinada a elucidar os delitos, apontando a autoria e determinando a materialidade. Assim, considera-se que a SIC passou a ser organismo efetivamente fundado e autônomo nesta data.
Em janeiro de 1975, no Conselho Presidencial do Governo de Transição, a Polícia Judiciária integra-se no Ministério da Justiça, permanecendo nesta organização até 1978. Neste período foram admitidos 80 novos profissionais, majoritariamente angolanos negros, através de concurso público. Foi ministrado um curso de admissão dos novos quadros nacionais. Em 28 de novembro de 1975, tomaram posse os aprovados no curso de admissão os novos agentes da PJA. Ficou confirmado também o nome de Óscar Alexandre Gomes da Silva como primeiro comandante-geral no pós-independência, um goês-angolano que já liderava a PJA desde janeiro de 1975. Como seu auxiliar direto foi nomeado o angolano Valmiro da Cruz Verdades.
Em 26 de maio de 1978, por intermédio da Lei nº 12/78, é criado o Laboratório Central de Criminalística (LCC) da PJA. Em 12 de setembro de 1978 a PJA sai da estrutura hierárquica do Ministério da Justiça e passa a ser integrada na Secretaria de Estado da Ordem Interna (actual Ministério do Interior).
Em 1981 a PJA passa a ser denominada como Direcção Nacional de Investigação Criminal (DNIC), ainda ficando na dependência directa Ministério do Interior. Em 18 de setembro de 1981, pelo Decreto n.º 80/81, a DNIC é subdividida para dar origem a Direcção Nacional de Inspecção e Investigação das Actividades Económicas (DNIIAE).
Em outubro de 1982, na 51ª Sessão da Assembleia Geral, realizada na Espanha, a República de Angola aderiu a OIPC-Interpol. Os principais responsáveis pela candidatura e adesão foram o Ministro do Interior Alexandre Kito e o Director da DNIC Bartolomeu Feliciano Ferreira Neto.
Em 21 de junho de 1986 a DNIC, a DNIIAE e o LCC do Ministério do Interior são integrados, na Polícia Popular de Angola. Esta organização foi confirmada no novo Estatuto Orgânico da Polícia Nacional (PN; novo nome da Polícia Popular), aprovado em 11 de junho de 1993.
Em 18 de agosto de 2014, pelo Decreto Presidencial n.º 209/14, a DNIC torna-se novamente autônoma da PN, passando a denominar-se Serviço de Investigação Criminal (SIC).